# Melchior Franck
Melchior Franck (ur. ok. 1580 w Zittau, zm. 1 czerwca 1639 w Coburgu) – niemiecki kompozytor ewangelicki przełomu późnego renesansu i wczesnego baroku. Autor tekstu pieśni świątecznej O Tannenbaum.
Nie jest znana dokładna data urodzenia kompozytora. Przypuszczalnie był uczniem Christopha Demantiusa. W 1603 objął posadę nadwornego kapelmistrza na dworze księcia Jana Kazimierza Wittelsbacha w Coburgu, którą zajmował do końca życia.
Po wielu problemach życiowych jak śmierć jego dzieci i żony, trudny okres wojny trzydziestoletniej, śmierć księcia Jana Kazimierza, Franck zmarł w biedzie.